# Microsoft Office Outlook Connector
Microsoft Office Outlook Connector is een gratis plug-in voor Microsoft Outlook. Het stelt gebruikers in staat om hun Outlook.com-accounts te openen in Microsoft Office Outlook en is vergelijkbaar met een Microsoft Exchange-omgeving.
Met deze plug-in kan men e-mail verzenden en ontvangen, agenda's beheren en contactpersonen bewerken. Het synchroniseren van notities en taken is alleen beschikbaar voor abonnees van premiumaccounts, evenals het synchroniseren van lokale Outlook-agenda's naar de webservices van Microsoft.
Microsoft Office Outlook Connector werkt met Microsoft Office Outlook 2003, 2007 en 2010 in combinatie met het besturingssysteem Windows XP, Vista, Windows 7 en Windows 8.
In 2012 is de Outlook Connector vervangen door de Outlook Hotmail Connector, wat dezelfde functionaliteiten biedt. In Outlook 2013 is de Outlook Connector helemaal overbodig geworden, door de ingebouwde ondersteuning voor Outlook.com-accounts in deze versie van Microsoft Outlook.